# Euphonia
Euphonia es un género de aves paseriformes perteneciente a la familia Fringillidae. Contiene 25 especies de pájaros neotropicales. Se denominan comúnmente eufonias.
La mayoría de esas aves poseen las partes superiores negras o púrpuras y el pecho y el vientre amarillos. Muchas también poseen el frente clara y la parte debajo de la cola blanca.
El género en un principio se incluyó en la familia Thraupidae.

## Lista de especies
Según las clasificaciones del Congreso Ornitológico Internacional (IOC) y Clements checklist/eBird, el género agrupa a las siguientes especies con el respectivo nombre popular de acuerdo con la Sociedad Española de Ornitología (SEO):
- Euphonia jamaica - eufonia jamaicana;
- Euphonia plumbea - eufonia plúmbea;
- Euphonia affinis - eufonia matorralera;
- Euphonia godmani - eufonia mexicana;
- Euphonia luteicapilla - eufonia corononigualda;
- Euphonia chlorotica - eufonia golipurpúrea;
- Euphonia trinitatis - eufonia de Trinidad;
- Euphonia concinna - eufonia del Magdalena;
- Euphonia saturata - eufonia coroninaranja;
- Euphonia finschi - eufonia de Finsch;
- Euphonia violacea - eufonia violácea;
- Euphonia laniirostris - eufonia piquigruesa;
- Euphonia hirundinacea - eufonia gorjiamarilla;
- Euphonia chalybea - eufonia bronceada;
- Euphonia fulvicrissa - eufonia ventricanela;
- Euphonia imitans - eufonia coronipinta;
- Euphonia gouldi - eufonia olivácea;
- Euphonia chrysopasta - eufonia maquillada;
- Euphonia mesochrysa - eufonia verdosa;
- Euphonia minuta - eufonia culiblanca;
- Euphonia anneae - eufonia coronirrufa;
- Euphonia xanthogaster - eufonia ventrinaranja;
- Euphonia rufiventris - eufonia ventrirrufa;
- Euphonia pectoralis - eufonia ventricastaña;
- Euphonia cayennensis - eufonia negra.

## Taxonomía
Especies transferidas para Chlorophonia: 
- Euphonia elegantissima - eufonia elegante;
- Euphonia cyanocephala - eufonia culidorada;
- Euphonia musica - eufonia antillana.